# Scutus anatinus
Scutus anatinus is een slakkensoort uit de familie van de Fissurellidae. De wetenschappelijke naam van de soort is voor het eerst geldig gepubliceerd in 1820 door Donovan.